# Wang Xu
Wang Xu, född den 27 september 1985 i Peking, Kina, är en kinesisk brottare som tog OS-guld i tungviktsbrottning i damklassen 2004 i Aten.